# فیض‌گنج
فیض‌گنج (به انگلیسی: Faizganj) یک منطقهٔ مسکونی در هند است که در شهرستان بدائون واقع شده‌است.

## خصوصیات
فیض‌گنج  ۱۰٬۰۳۶ نفر جمعیت دارد.